# Norisol
Norisol A/S er en dansk virksomhed indenfor byggeri og byggematerialer, de beskæftiger sig med teknisk isolering, stilladser samt fremstilling og montering af byggematerialer. 
Den har hovedkvarter i Glostrup med afdelinger i Odense Kalundborg, Skælskør, Fredericia, Esbjerg og Frederikshavn. Dens kompetencer er primært inden for isolering af tekniske installationer, montering af stilladser og skibsaptering. Indenfor skibsaptering fremstiller den selv deres byggematerialer/møbler, som monteres på skibene.
I 2024 havde Norisol ca. 500 ansatte. Virksomheden blev etableret i 1976 af Per Asmund Christensen. I dag er virksomheden ejet af Per Asmund Christensen og familie igennem holdingselskabet MS2 Holding.